# 約翰內斯堡無軌電車
約翰內斯堡無軌電車曾經是南非約翰內斯堡公共交通網絡的一部分，直到二十世紀中葉關閉時已有近50年的歷史。

## 歷史
該系統於1936年8月26日開放，逐漸取代約翰內斯堡有軌電車網絡。
最終，該系統部分取代了有軌電車網絡，其依然持續了幾十年，直到1961年8月2日關閉。但是，該系統本身亦已於1986年1月10日關閉。

### 延伸閱讀
- Beeton, Frank. . FOCUS On Transport and Logistics. FOCUS On Transport and Logistics. November 2011  [2 March 2012]. （原始内容存档于2016-03-04）. Broken link
- Pabst, Martin. . Krefeld: Röhr Verlag. 1989. ISBN 3-88490-152-4. （英文） （德文）
- Patton, Brian. . Brora, Sutherland: Adam Gordon. 2004. ISBN 978-1-874422-50-1.

## 外部連結
维基共享资源上的相關多媒體資源：約翰內斯堡無軌電車
- Flickr image of a Johannesburg trolleybus, 1968 （页面存档备份，存于）
- Flickr image of a Johannesburg trolleybus, 1984 （页面存档备份，存于）